# آلکسی اسمیرنوف (بازیکن تنیس روی میز)
آلکسی اسمیرنوف (انگلیسی: Alexey Smirnov؛ زادهٔ ) ، بازیکن تنیس روی میز روسی است. 
وی در مسابقات کشوری و بین‌المللی در مجموع برندهٔ ۱ مدال نقره، ۴ مدال برنز شده‌ است.